# Francis Weston
Sir Francis Weston (* 1511; † 17. Mai 1536 auf Tower Hill, London) war ein englischer Adeliger am Hofe des Königs Heinrich VIII. Ursprünglich ein Favorit des Königs, fiel er der gleichen Intrige zum Opfer wie Heinrichs zweite Königin Anne Boleyn. Gemeinsam mit ihrem Bruder George Boleyn, dem Musiker Mark Smeaton und den Kammerherren Sir Henry Norris und William Brereton wurde Francis Weston des Ehebruchs mit der Königin und somit des Hochverrats angeklagt. Am 17. Mai 1536 wurde er mit den anderen Männern auf Tower Hill enthauptet.

## Leben
Francis Weston war der Sohn von Sir Richard Weston, einem einflussreichen Adligen am Hof des Königs Heinrich VIII., und Lady Anne Weston, geborene Sandys, die möglicherweise eine Hofdame der Königin Elizabeth of York war. Als einziger Sohn war er der Erbe der Familie Weston, zu der noch seine Schwestern Margaret und Catherine gehörten. Laut dem Historiker Eric Ives wurde Francis nahezu zeitgleich mit dem Musiker Mark Smeaton an den königlichen Hof geholt.

### Aufstieg bei Hofe

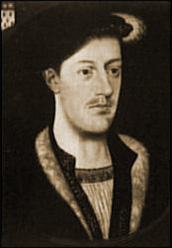
Möglicherweise Francis Weston von einem unbekannten Künstler

Trotz des Altersunterschieds wurde Francis Weston schnell ein enger Freund und Favorit des Königs. Sein Name wurde erstmals im Jahr 1526 bei Hofe erwähnt, wo er das Amt eines Pagen innehatte. Im selben Jahr wurde sein Vater Schatzmeister von Calais. Sein Zeitgenosse Thomas Wyatt pries Westons Geschick in körperlichen Aktivitäten. Aus der Buchführung bei Hofe geht hervor, dass Weston mehrere Tennispartien gegen den König gewann und dieser ihm seinen Gewinn aus der königlichen Börse auszahlen ließ. In Kartenspielen und beim Würfeln verlor der König immer wieder hohe Geldbeträge an Francis Weston. Auch zu Westons Hochzeit mit Anne Pickering im Jahr 1530 wurde ihm ein Geldbetrag aus der königlichen Börse gezahlt.
Am 10. April 1532 legte Heinrich VIII. fest, dass ihm stets ein Lord und sechs Gentlemen zur Verfügung stehen sollten. Zu diesen Gentlemen gehörte auch Francis Weston. Für sechs Wochen verrichtete er u. a. gemeinsam mit Sir Nicholas Carew und Sir Henry Norris seinen Dienst, bevor sie für einen genauso langen Zeitraum von einem anderen Lord und sechs weiteren Gentlemen abgelöst wurden, unter ihnen Sir Francis Bryan, Sir Edward Neville und Anne Boleyns Bruder George Boleyn, Viscount Rochford. Im Krankheitsfall oder wenn er aus triftigen Gründen den Hof verlassen musste, war Francis verpflichtet, einen Stellvertreter zu organisieren, damit der Dienst am König gewährleistet war. In den sechs freien Wochen konnte er nach Belieben seine Ländereien verwalten und sich seiner Familie widmen.
Am 30. Mai 1533 erhielt Francis anlässlich der Krönungsfeierlichkeiten für Anne Boleyn den Ritterschlag zum Knight of the Bath, u. a. gemeinsam mit Charles Brandons Schwiegersöhnen Henry Grey (Vater der Neuntagekönigin Jane Grey) und Thomas Stanley Baron Monteagle (Ehemann Mary Brandons). Zu der Zeremonie gehörte, dass die Anwärter auf die Ritterschaft am Vorabend rituell gebadet wurden und die Beichte ablegten, um die Nacht betend zu verbringen und am nächsten Tag vom König den Ritterschlag zu erhalten.
Im November 1533 wurden Francis Weston und seinem Vater vom König die Ämter des Hauptmanns, Aufsehers und Gouverneurs für die Insel Guernsey verliehen. Damit fiel auch die Burg Cornet Castle in den Besitz der Familie, sowie die zum Regierungsbereich Guernsey gehörenden Inseln Alderney, Sark und Herm. Als sein Schwiegervater starb, fielen Francis Weston im Juni 1534 auch die Ländereien aus dem Erbe seiner Frau zu. Das Wohlwollen des Königs zeigte sich auch darin, dass er Westons Diener Morgan ap Griffith ap Enyon begnadigte, als dieser in einem Mordfall als Komplize angeklagt wurde.

### Sturz und Hinrichtung
Im Jahr 1535 ereignete sich ein an sich harmloser Vorfall, der Francis Weston jedoch letztendlich das Leben kosten sollte. Wie sein Kamerad Henry Norris suchte Francis häufig die Gemächer der Königin Anne Boleyn auf, um mit ihren Damen zu flirten. Eine dieser Damen war Margaret Shelton, eine Verwandte der Königin, um deren Hand Henry Norris angehalten hatte. Anne Boleyn stellte Francis zur Rede, weshalb er seine Frau vernachlässigte und nicht Margaret Shelton, genannt Madge, Henry Norris überließ. Francis erwiderte darauf, dass Norris sich eher ihretwegen, wegen der Königin, so häufig hier aufhielt und nicht wegen Madge Shelton. Auch er selbst, Francis Weston, behauptete eine andere Dame in diesem Haushalt mehr zu lieben als Madge. Auf Anne Boleyns Frage „Wer ist das?“ erwiderte Weston nonchalant „Ihr selbst“.
Nach der Sitte der höfischen Liebe, in der die keusche Verehrung einer adligen Dame eine zentrale Rolle spielte, war es ein harmloses Wortgefecht, das von Anne Boleyn entsprechend beantwortet wurde. Als am 2. Mai 1536 allerdings die Königin des Ehebruchs bezichtigt und in den Tower gesperrt wurde, erfuhr der Vorfall eine neue Deutung. Zu diesem Zeitpunkt befand sich auch Henry Norris bereits im Tower, den die Königin wegen seiner Gefühle für sie mit scharfen, unbedachten Worten zurechtgewiesen hatte. „Wenn dem König etwas zustieße, würdet Ihr versuchen mich zu haben.“ Diese Worte wurden ihr und Norris zum Verhängnis, da es als Hochverrat galt, den Tod des Königs herbeizuwünschen.

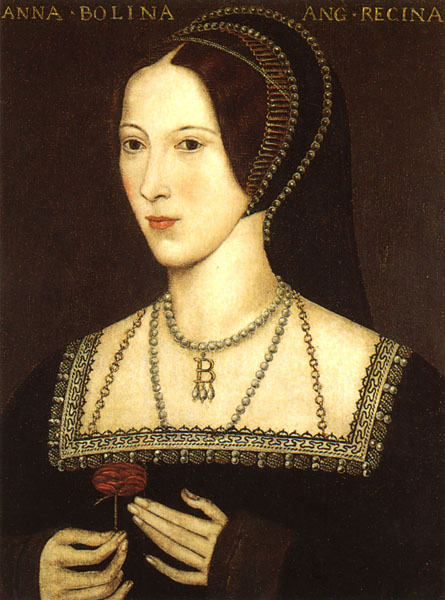
Königin Anne Boleyn, Mitangeklagte Francis Westons

Völlig aufgelöst und verängstigt sprudelte Anne im Tower die gesamte Geschichte hervor und erklärte, dass sie Weston am meisten fürchtete, da ihm Norris' Gefühle für sie bekannt waren und er ihr als Zeuge damit sehr gefährlich werden konnte. In ihrer Angst erwähnte sie auch, wie Weston mit ihr vor einem Jahr geplänkelt und ihr scherzhaft seine Liebe erklärt hatte. Für Thomas Cromwell, der Beweise gegen Anne suchte, war somit ein weiterer Angeklagter aufgetaucht. Nur zwei Tage nach der Verhaftung der Königin befand sich auch Francis Weston im Tower, als Mitbeschuldigter und angeblicher Liebhaber Anne Boleyns. Obwohl zunächst Norris der Hauptverdächtige war, konnte Westons Schweigen über Norris' Gefühle für Anne als Mitschuld angerechnet werden und bald lagen auch gegen ihn Beweise vor. Seine Eltern Sir Richard und Lady Anne Weston versuchten verzweifelt, den König zu überzeugen, ihren einzigen Sohn zu verschonen, und boten ihm ein hohes Lösegeld für sein Leben, ein nicht unübliches Verfahren in der damaligen Zeit. Doch Heinrich lehnte ab.
Am 12. Mai wurde Francis Weston, Henry Norris, William Brereton und Mark Smeaton der Prozess wegen Hochverrats und Ehebruchs mit der Königin gemacht. Smeaton legte ein Teilgeständnis ab, das ihm möglicherweise unter Folter abgepresst worden war, während Weston, Norris und Brereton ihre Unschuld beteuerten. Das Gericht sprach sie allesamt des Ehebruchs und des Hochverrats schuldig und verurteilte sie zum Tode durch Hängen, Ausweiden und Vierteilen, die übliche Strafe für Hochverräter, die allerdings von Heinrich VIII. in die wesentlich gnädigere Strafe der Enthauptung umgewandelt wurde.
Noch am 13. Mai, einen Tag nach der Verurteilung, spekulierte der Hof, ob tatsächlich alle Angeklagten sterben würden. „Falls irgendjemand entkommt, dann der junge Weston, um dessen Leben hartnäckig gebeten wird.“ Nachdem auch Anne Boleyn zum Tode verurteilt worden war, wurde das Datum der Hinrichtung Francis Westons und der anderen Männer auf den 17. Mai festgesetzt. Vierundzwanzig Stunden im Voraus erfuhren die Verurteilten, wann die Hinrichtung stattfinden sollte. Zwei Tage vor Westons Hinrichtung versuchte auch der französische Botschafter, der Bischof von Tarbes, das Leben des jungen Mannes zu retten, jedoch vergeblich. Wenige Tage vor seinem Tod schrieb Francis Weston seinen Eltern und seiner Frau Anne Pickering einen letzten Brief, dem er eine Auflistung seiner offenen Rechnungen beilegte:

„Vater, Mutter und Gattin, ich bitte euch untertänigst, um meines Seelenheils willen, diese Rechnungen für mich zu begleichen und mir für alles Unrecht, das ich euch angetan habe, zu vergeben. Besonders bitte ich meine Frau um der Liebe Gottes willen, mir zu verzeihen und für mich zu beten, denn ich glaube, Gebete werden mir gut tun. Gott segne meine Kinder und die Meinen. Von mir, einem großen Missetäter an Gott“

Seine Selbstbezichtigung als Missetäter bedeutet nicht zwangsläufig, dass er sich der Verbrechen, die ihm zur Last gelegt wurden, tatsächlich schuldig bekannte. Viel mehr war es Tradition, kurz vor dem Tod seinen Frieden mit Gott und der Welt zu machen, die Beichte abzulegen und die Sakramente zu empfangen. Entsprechend der Auffassung, dass alle Menschen Sünder sind, und eingedenk der Tatsache, dass der durchschnittliche Höfling nicht zwangsläufig ein gottgefällig tugendhaftes Leben führte, war es nur natürlich, dass Francis Weston sich kurz vor seinem Tod reumütig zeigte.

Völlig undenkbar war es, auf dem Schafott seine Unschuld zu beteuern. Es wurde erwartet, dass der Verurteilte seine Sünden bereute und sich dem Gesetz und somit dem König unterwarf. Francis kam dieser Sitte nach, genau wie seine Mitverurteilten. Er bestieg das Schafott nach George Boleyn und Henry Norris. In seiner letzten Rede auf dem Schafott erklärte der Fünfundzwanzigjährige: 

„Mein Schicksal ist eine Warnung an andere, das Leben nicht einfach vorauszusetzen. Ich dachte, ich könnte vielleicht zwanzig oder dreißig Jahre lang sündig leben und danach dafür Buße tun.“

Sein Körper wurde unmittelbar nach der Hinrichtung zusammen mit Henry Norris' Leiche bestattet. Nach seinem Tod fielen Francis Westons Besitztümer als Eigentum eines hingerichteten Verräters an die Krone zurück. Da sein Vater allerdings noch am Leben war, ging der Familie insgesamt nicht viel Besitz verloren. Henry Weston, Francis' einziges namentlich bekanntes Kind aus der Ehe mit Anne Pickering, wurde zunächst von der Erbfolge ausgeschlossen, 1549 jedoch wurden seine Rechte wieder hergestellt.

### Nachruf
Im Gegensatz zu Anne Boleyn, die von ihren Feinden bereits zu Lebzeiten nur „die Konkubine“ oder „die Hure“ genannt wurde, galt Francis Weston bereits unter seinen Zeitgenossen als unschuldig. Briefe zwischen verschiedenen Höflingen bezeugen, dass kaum jemand die Anschuldigungen glaubte, für die er sein Leben gelassen hatte. Der Dichter Thomas Wyatt, der im Zuge der Intrige gegen Anne Boleyn gleichfalls verhaftet worden war, widmete den mit hoher Wahrscheinlichkeit unschuldigen Männern eine Elegie. In der Strophe über Francis Weston heißt es:
| Ah! Weston, Weston, that pleasant was and young, In active things who might with thee compare? All words accept that thou diddest speak with tongue, So well esteemed with each where thou diddest fare. And we that now in court doth lead our life Most part in mind doth thee lament and moan; But that thy faults we daily hear so rife, All we should weep that thou art dead and gone. | Ah! Weston, Weston, der freundlich war und jung, Wer hätte sich in aktiven Dingen mit dir messen können? Alle Worte, die du sprachst, wurden anerkannt, So beliebt bei allen, wo auch immer du warst. Und wir, die wir nun am Hof unser Leben führen, Betrauern und beklagen dich zumeist im Stillen; Hörten wir nicht täglich von deinen zahlreichen Fehltritten, Würden wir alle heftig weinen, dass du tot und fort bist. |  |

Einige Historiker gehen davon aus, dass Francis Weston, im Gegensatz zu seinen Mitangeklagten Norris, William Brereton und Mark Smeaton, zu den Parteien gehörte, die den Boleyns feindlich gesinnt waren. Sein Vater Sir Richard Weston war eng mit Kardinal Wolsey befreundet gewesen, den die Boleyns gestürzt hatten. Francis’ Onkel Sir William Weston war Prior des englischen Zweiges des Ordens vom Spital des heiligen (St.) Johannes zu Jerusalem, des Vorgängers des heutigen Order of Saint John.  Bereits 1531 hatte William Weston sich bei Cromwell über die unlauteren Mittel beschwert, mit denen ihm und seiner Kirche Ländereien entzogen worden waren.
Die Familie Weston hätte somit gute Gründe gehabt, den Boleyns als Befürwortern der Reformation skeptisch gegenüberzustehen. Daher wird argumentiert, dass Francis Westons Verhaftung Cromwell mehr nützte als seine Aussage gegen die Königin. Auf diese Weise, so die Theorie, geriet Cromwell nicht in Verdacht, dass er lediglich die Boleyns und ihre Getreuen aus dem Weg räumen wollte. Nach dieser These war Francis Weston ein Bauernopfer Thomas Cromwells, um Anne Boleyn und ihre Familie zu vernichten.

## Darstellung in Kunst und Kultur
Da Francis Westons Schicksal so eng mit Anne Boleyns verknüpft ist, taucht er in diversen Bearbeitungen des Stoffes auf. In Philippa Gregorys Roman The Other Boleyn Girl (deutscher Titel: Die Schwester der Königin) ist Francis Weston George Boleyns heimlicher Liebhaber und eng mit Anne Boleyn befreundet. Trotz seiner verpönten Liebe zu George flirtet er auch mit den Boleynschwestern. Die im Roman dargestellte Liebesbeziehung zu George Boleyn gehen laut Philippa Gregory auf Thesen der Historikerin Retha Warnicke zurück, die besagen, dass George und seine Mitbeschuldigten der Homosexualität angeklagt wurden. Für diese These gibt es jedoch keinerlei historische Belege.
In der BBC-Verfilmung des Romans wird Francis Weston von Geoffrey Streatfield verkörpert.
Im Film Die Schwester der Königin von 2008 spielte Andrew Garfield die Rolle des Francis Weston. Allerdings bleibt sein Charakter namenlos und wird lediglich im Abspann namentlich aufgeführt. Im Gegensatz zu den tatsächlichen Geschehnissen wird er, anders als George und Anne Boleyn, im Film nicht hingerichtet.